# Кам'янка звичайна
Ка́м'янка звича́йна (Oenanthe oenanthe) — вид птахів родини мухоловкових. В Україні гніздовий, перелітний птах.

## Морфологічні ознаки

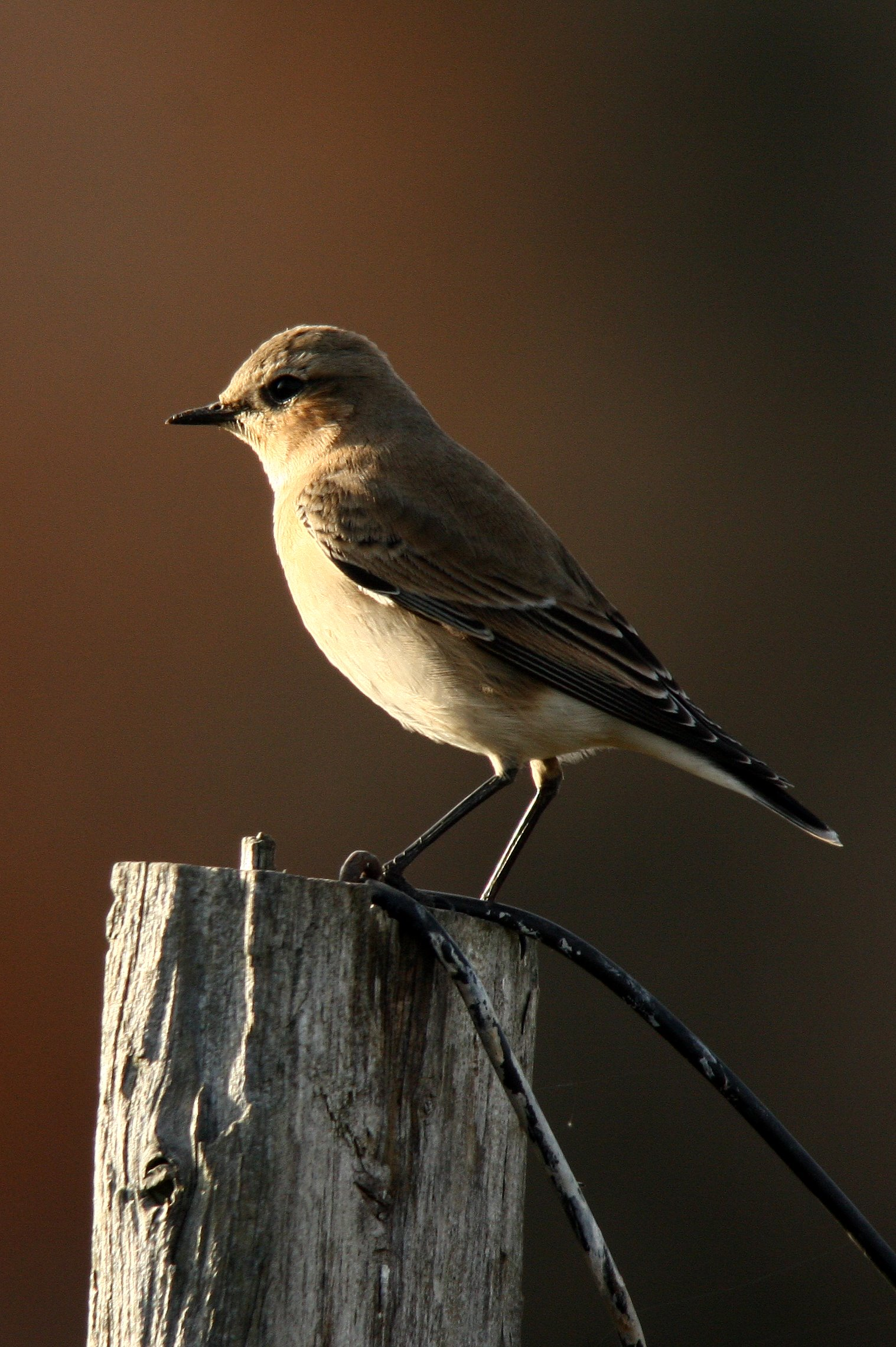
У позашлюбному вбранні

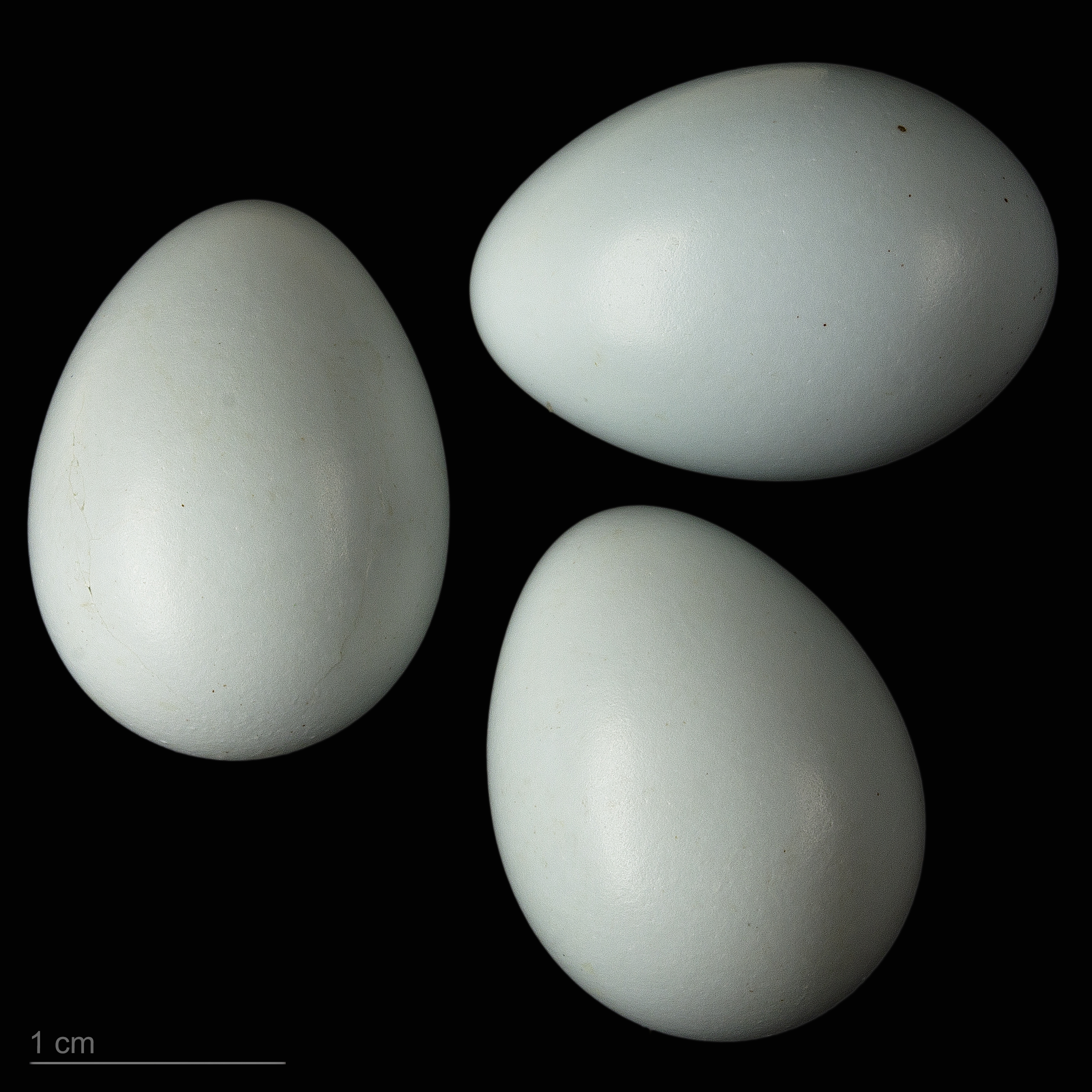
яйце Oenanthe oenanthe oenanthe - Тулузький музей

Невеликий птах — маса тіла 17—31 г, довжина тіла близько 15 см. У дорослого самця в шлюбному вбранні голова зверху, задня частина шиї, спина і поперек сірі; лоб, «брови» і надхвістя білі; смуги, які проходять через очі, і крила чорні; горло, передня частина шиї і воло вохристі; груди і черево білуваті, з вохристим відтінком; хвіст у верхній частині білий, крім майже повністю чорних центральних стернових пер, кінцева частина хвоста чорна; дзьоб і ноги чорні. У позашлюбному оперенні у самця верх буруватий; смуги, які проходять через очі, темно-бурі; горло і воло світло-вохристі; на чорних перах крил неширока рудувата облямівка. Самка у шлюбному оперенні зверху бурувато-сіра, з білуватими «бровами»; вуздечка темно-бура; лоб, щоки передня частина шиї і воло бурувато-вохристі; махові пера і їх покривні темно-бурі; спід крил буруватий. У позашлюбному оперенні самка подібна до позашлюбного дорослого самця, але темно-бурих смуг на боках голови нема; на темно-бурих перах крил широка рудувата облямівка. Молодий птах подібний до дорослого у позашлюбному оперенні, але пера верху і на волі з темно-бурою облямівкою.

## Поширення
Гніздовий ареал охоплює Європу, Сибір, а також Канаду, Аляску в Північній Америці та Гренландію. В Україні гніздовий, перелітний птах на всій території. Зимують в Африці.

## Підвиди
Виділяють 6 підвидів:
- Oenanthe oenanthe
- Oenanthe leucorhoa
- Oenanthe seebohmi
- Oenanthe libanotica
- Oenanthe virago
- Oenanthe rostrata

## Чисельність
Чисельність в Європі оцінена в 4,6—13 млн пар, в Україні — близько 52,5 тис. пар. Протягом останніх десятиліть спостерігається помірне скорочення чисельності.

## Гніздування
Населяють відкриті, переважно сухі, місця існування — зустрічається в горах, в степу, в культурному ландшафті населяють безлісні пустощі, кар'єри, кам'янисті розсипи, узбіччя і насипи залізничних колій. Охоче оселяється в населених пунктах, особливо в районах новобудов, будівельних майданчиків, промислових підприємств тощо.
Гніздиться окремими парами (іноді декілька пар розміщуються досить близько одна від одної). Гніздо будує на ділянці з розрідженою слабко розвиненою рослинністю або зовсім без неї під камінням або серед них, у купах цегли, під дахами невеликих будівель, на землі в різноманітних пустотах, в норах гризунів, під різноманітними плитами тощо.
Гніздо являє собою рихлу, незграбну споруду у вигляді нагромадження сухих стебел, трави, корінців. Лоток сплющений, вистелений пір'ям, шерстю, волоссям або рослинним пухом, ватою. Діаметр гнізда 10,5—13,0, висота 6, діаметр лотка 7,0—8,0, глибина лотка 4,5 см. Розміри гнізда залежать від величини ніші або камери, в якій розміщене гніздо. У повній кладці 4—6, рідко 3 або 7 яєць. Шкаралупа матова, інколи зі слабким блиском, ніжно-світло-блакитна, з легким зеленуватим відтінком. Середній розмір яєць 20,91х15,65 мм. Перші кладки з'яляються у травні. Насиджує протягом 13—14 діб самка. Пташенят вигодовують обоє батьків протягом 15 діб.

## Міграція
Кам'янка звичайна здійснює одне з найдовших переміщень серед дрібних птахів. З усього гніздового ареалу, включаю Сибір, Аляску, Канаду і Гренландію, ці птахи мігрують на місця зимівель, що розміщені в Африці південніше Сахари.
Навесні птахи підвиду leucorhoa, що населяють Гренландію і Канаду, мігрують з Африки через континентальну Європу, Британські острови та Ісландію до Гренландії. Однак під час осінньої міграції частина птахів перетинають північну Атлантику напряму з Канади і Гренландії до південно-західної Європи (відстань до 2500 км). Птахи, що гніздяться у східній Канаді мігрують через Гренландію, Ірландію і Португалію до Азорських островів (перетинаючи північну Атлантику) перед тим, як долетіти до Африки. Інші популяції із західної Канади та Аляски мігрують через Євразію в Африку.
Мініатюрні передавачі нещодавно показали, що ці птахи мають один з найбільш протяжних міграційних перельотів — 30000 км — від Центральної Африки до місць гніздування в Арктиці.

## Живлення
Кам'янка поїдає переважно комах, а також павуків, дрібних наземних молюсків та дощових червів. Восени також живиться ягодами.

## Охорона
Перебуває під охороною Бернської конвенції.